# Carpodetus serratus
Carpodetus serratus (Engels: marbleleaf, Maori: Putaputaweta) is een plantensoort uit de familie Rousseaceae. Het is een eenhuizige boom die een groeihoogte kan bereiken tot 10 meter. De boom heeft een slanke stam die bedekt is met een ruwe kurkachtige schors met een grijswitte kleur. De getande bladeren zijn vrij klein en hebben een ronde of ovale vorm en zijn gevlekt. De witte bloemetjes groeien in pluimen aan de takken.
De soort komt voor in Nieuw-Zeeland. Hij groeit op het Noordereiland, op het Zuidereiland en op het daarvan ten zuiden liggende Stewarteiland. De boom groeit zowel in kustbossen als bergbossen, op hoogtes tussen de 0 en 1000 meter, waar hij voorkeur geeft aan vochtig loofbos en Nothofagus-bossen. Hij komt ook voor langs rivieroevers en bosranden.